# Richard Steegmans
Richard Steegmans (Hasselt, 28 mei 1952) is een Belgische dichter en tevens muzikant.
Gedichten van Steegmans verschenen in vele literaire tijdschriften, waaronder Bunker Hill, DWB, De Brakke Hond, De Gids, Deus ex Machina, Krakatau,  Nymph, Parmentier, Poëziekrant, Tortuca en Tzum. Ook verscheen zijn werk in meerdere bloemlezingen.
Hij is ook gitarist bij het akoestische trio The People's Limousine.

## Werken
Hij publiceerde onder andere de volgende dichtbundels:
- Uitgeslagen zomers (2002), Uitgeverij Perdu, Amsterdam
- Ringelorend zelfportret op haar leeuwenhuid (2005), Uitgeverij Holland, Haarlem

- International Standard Name Identifier: 0000 0003 8758 4370
- Nederlandse Thesaurus van Auteursnamen: 195086333
- Virtual International Authority File: 280580873
- WorldCat: E39PBJf4fw6R3rpqxHVpH3dWjC